# Slivovo (Pristina)
Pour les articles homonymes, voir Slivovo.
Slivovë en albanais et Slivovo en serbe latin (en serbe cyrillique : Сливово) est une localité du Kosovo située dans la commune/municipalité de Pristina, district de Pristina (Kosovo) ou district de Kosovo (Serbie). Selon le recensement kosovar de 2011, elle compte 257 habitants.

## Histoire
Sur le territoire du village se trouve le site archéologique de Kulina, dont les vestiges remontent au Moyen Âge ; il est proposé pour une inscription sur la liste des monuments culturels du Kosovo.

## Démographie

### Évolution historique de la population dans la localité
| 1948 | 1953 | 1961 | 1971 | 1981 | 1991 | 2011 |
| ---- | ---- | ---- | ---- | ---- | ---- | ---- |
| 317  | 359  | 354  | 436  | 461  | 502  | 257  |

|  |

### Répartition de la population par nationalités (2011)
En 2011, les Albanais représentaient 89,11 % de la population et les Serbes 10,89 %.